# César Millán
César Felipe Millán Favela (Culiacán, 27 agosto 1969) è un personaggio televisivo, scrittore ed addestratore cinofilo messicano naturalizzato statunitense, principalmente noto per il reality show Dog Whisperer - Uno psicologo da cani.

## Biografia
È un esperto di comportamento canino oltre che autore di diversi best seller. È uno degli specialisti più ricercati nel campo della riabilitazione dei cani. Millán lavora per recuperare, e riportare a una vita normale e serena cani problematici. La metodologia applicata da Millán si basa su una profonda comprensione del comportamento del branco. Millán usa il suo branco come metodo di riabilitazione: infatti, secondo lui un cane può essere aiutato da altri cani equilibrati.
Nel 2002 fonda un centro di educazione canina e recupero di casi definiti "zona rossa", il "Cesar Millan Dog Psychology Center", a sud di Los Angeles, trasferendosi successivamente nel 2009 nella metropoli californiana. È in questa struttura che vengono tenuti tutti i cani di Millán, ed è qui che vengono accuditi dallo staff, dai veterinari del centro e naturalmente da Millán stesso che quotidianamente fa svariate ore di esercizio fisico insieme a loro sulle colline di Santa Monica. Negli ultimi anni inoltre, ha costruito una casa di 700metri quadri, per lavorare sui problemi comportamentali più comuni dei cani domestici.
Il suo metodo si basa su tre parole importanti: esercizio, disciplina, affetto. 

### Infanzia
César Millán è nato a Culiacán, in Messico Trascorse gran parte della sua gioventù nel ranch di suo nonno, dove i suoi migliori amici e compagni di giochi furono i cani della fattoria. Fu qui, nei fine settimana e nei giorni di vacanza, a contatto con gli animali, che Millán acquisì una profonda conoscenza del comportamento canino potendo osservare i loro rituali e l'approccio che il padre e il nonno avevano verso questi animali. E fu proprio suo nonno ad insegnargli la lezione che ancora oggi considera la più importante: "non agire mai in contrasto con madre natura". Nella dedica del suo libro "L'uomo che parla ai cani" Cesar Millán ringrazia il nonno Teodoro Millán Angulo e il padre Felipe Millan Guillen per "avergli insegnato ad apprezzare, rispettare e amare la natura".
Da bambino era appassionato dei serial tv "Rin Tin Tin" e "Lassie", e l'abilità degli addestratori televisivi, che notava dalla bravura dei cani, lo impressionò al punto da fargli desiderare di diventare il miglior addestratore di Hollywood.

### Trasferimento negli Stati Uniti e prime esperienze lavorative
All'età di 21 anni Millán tentò di attraversare la frontiera degli Stati Uniti come clandestino, con soli 100 dollari in tasca, per cercare di realizzare il suo sogno: sarà con i pochi dollari rimasti, dopo il pagamento fatto a coloro che gli fecero attraversare la frontiera, che Millán si ritrovò nella città di San Diego.
Dopo circa un mese di permanenza negli Stati Uniti trovò il suo primissimo lavoro come addetto alla toelettatura; grazie ai buoni profitti di questo lavoro poté trasferirsi, dopo non molto, ad Hollywood per lavorare in uno dei più importanti centri di addestramento per cani degli Stati Uniti. Qui, contro il parere dei colleghi, Millán usava condurre contemporaneamente più cani delle razze comunemente considerate pericolose (rottweiler, pitbull, mastini, etc) e così facendo comprese che i cani più recalcitranti si calmavano influenzati dall'atteggiamento calmo e remissivo di quelli più equilibrati e fu grazie a questo che nacque una delle linee guida del metodo Dog Whisperer - Uno psicologo da cani, "il potere del branco".
Fu durante il periodo di lavoro presso questa importante scuola di addestramento che venne avvicinato da un ricco ed importante uomo d'affari che gli propose di lavorare non come educatore di cani, bensì come addetto alla pulizia del suo parco auto: oltre ad offrirgli uno stipendio gli promise un'automobile, una Chevy Astrovan dell'88. Grazie alla nuova mobilità acquisita Millán decise di fondare la Pacific Point Canine Academy, la prima attività lavorativa di sua proprietà: partì con una giacca, il logo della ditta, dei biglietti da visita, ma soprattutto un'idea ben chiara di ciò che voleva diventare; ora fattura 100 milioni di dollari all'anno.

### Dog Whisperer
Grazie al passaparola generatosi dalle conoscenze del suo importante datore di lavoro, che nutriva una grande stima nei confronti di Millán, iniziò a farsi pubblicità e ad essere conosciuto in tutta Los Angeles. Le sue capacità giunsero all'orecchio di Jada Pinkett Smith, moglie del famoso attore Will Smith. I due gli chiesero di far lavorare i loro tre cani, cioè portarli a correre con sé tutti i giorni insieme al suo gruppo di cani che allora comprendeva sette dobermann e due rottweiler. Dopo circa quattro anni dal suo arrivo negli Stati Uniti, Millán entrò in contatto con l'élite di Hollywood e, grazie alle raccomandazioni della sua ultima cliente, riuscì a lavorare per Ridley Scott, Vin Diesel, Michael Bay, Barry Josephson. Da qui partì un effetto a catena: Jada Pinkett Smith, che ora è una delle sue più grandi amiche, gli pagò un insegnante che gli insegnasse a parlare inglese alla perfezione. A questo punto, sempre più entusiasta della sua nuova missione e dei suoi nuovi mezzi didattici, cominciò a studiare tutto ciò che trovava sulla psicologia canina. Due libri in particolare saranno molto significativi per lui, "La mente del cane" di Bruce Fogle e "Dog Psychology: The Basics of Dog Training" di Leon F. Whitney. Nel frattempo, Millán incontrò e sposò sua moglie Illusion e grazie al suo aiuto, di lì a poco, fondò il suo primo Dog Psychology Center su un terreno preso in affitto a Los Angeles.
Dal successo di Dog Whisperer ha realizzato altri due programmi: "Il capobranco sei tu" e "Cesar 911".

## Impegno sociale
Nel 2007 Millan ha lavorato in una associazione no-profit, la Millan Foundation, che ha come missione la riabilitazione e il soccorso di cani abbandonati e maltrattati e favorire le relazioni tra cani e persone. In più finanzia programmi di castrazione e sterilizzazione di cani per ridurne o eliminarne la sovrappopolazione.
- Progetto "Shelter Stars": si prefigge di aiutare i canili sottoscritti ad insegnare l'educazione base e i rudimenti di psicologia canina a chi adotta: regalando un libro e una serie di dvd istruttivi di César Millán.
- Progetto "Spay And Neuter": nato per diffondere la cultura della sterilizzazione e della castrazione per evitare che tanti cani e gatti, 5 milioni ogni anno, finiscano per essere eliminati. Per far questo vengono distribuiti volantini, affissi poster a colori, mandati spot televisivi e vengono fatte campagne di informazione presso le scuole.
- Progetto "Mutt-i-grees Curriculum" in collaborazione con North Shore Animal League e Yale University's "School of the 21st Century.": Permette un approccio innovativo alla formazione umana degli studenti nelle aree di "Intelligenza emotiva e abilità di socializzazione". La fondazione Millan insegna come prendersi cura degli altri, mostrando empatia e rispetto, costruire relazioni e agire eticamente e responsabilmente - nelle loro interazioni con i pari, gli adulti e con gli animali. Inoltre pone l'attenzione del pubblico e dei media sulla situazione dei cani e dei gatti nei rifugi per le adozioni.

## Filmografia

### Cinema
- Beethoven - A caccia di Oss... car!, regia di Mike Elliot (2008) - Se stesso
- Piacere, sono un po' incinta, regia di Alan Poul (2010)

### Televisione
- Ghost Whisperer - Presenze - serie TV, episodio 2x18 (2007) - Se stesso
- South Park - serie TV cartone, episodio 10x7 (2007)
- Bones - serie TV, episodio 4x04 (2010) - Se stesso
- The Apprentice - Sei stato licenziato! - Reality show (2010) - Giudice

### Doppiatore
- Se stesso in Tappo - Cucciolo in un mare di guai (Trouble), regia di Kevin Johnson (2019)

## Critiche
Nel 2006, la American Humane Association (AHA) ha richiesto che National Geographic Channel interrompesse la messa in onda di Dog Whisperer, sostenendo che le tecniche di addestramento mostrate nel programma fossero disumane, superate e improprie. Nel novembre 2009, Millan ha invitato la AHA sul set di Dog Whisperer dove, secondo Millan, "hanno cambiato la loro concezione di cosa è crudele". L'associazione ha dichiarato a febbraio 2010 che "nonostante le notevoli differenze di visione presenti in passato e alcune persistenti aree di disaccordo, condividono molte aree di interesse con Millan".
Tramite il sito di National Geographic Channel, Cesar Millan e lo stesso National Geographic hanno risposto a tutte le critiche che gli sono state fatte nel corso delle varie stagioni di Dog Whisperer.

## Opere
- L'uomo che parla ai cani (con Melissia Jo Peltier) (Cesar's Way: The Natural, Everyday Guide to Understanding and Correcting Common Dog Problems, 2007) (Salani editore, 2008) (ISBN 978-88-8451-975-7)
- Il capobranco sei tu (con Melissia Jo Peltier) (Be the Pack Leader: Use Cesar's Way to Transform Your Dog... and Your Life, 2007) (Salani editore, 2010) (ISBN 978-88-6256-184-6)
- Uno di famiglia (con Melissia Jo Peltier) (A Member of the Family: Cesar Millan's Guide to a Lifetime of Fulfillment with Your Dog, 2008) (Salani editore, 2011) (ISBN 978-88-6256-267-6)
- Come allevare il cane perfetto (con Melissia Jo Peltier) (How to Raise the Perfect Dog: Through Puppyhood and Beyond, 2009) (Salani editore, 2012)
- Cesar's Rules: Your Way to Train a Well-Behaved Dog, 2010 (con Melissa Jo Peltier) (Inedito in Italia)
- Come rendere felice il vostro cane, (Short Guide to a Happy Dog) traduzione di Pirulli N., White Star, Milano, 2013. (ISBN 978-88-540-2203-4)